# Schweizer Reisekasse

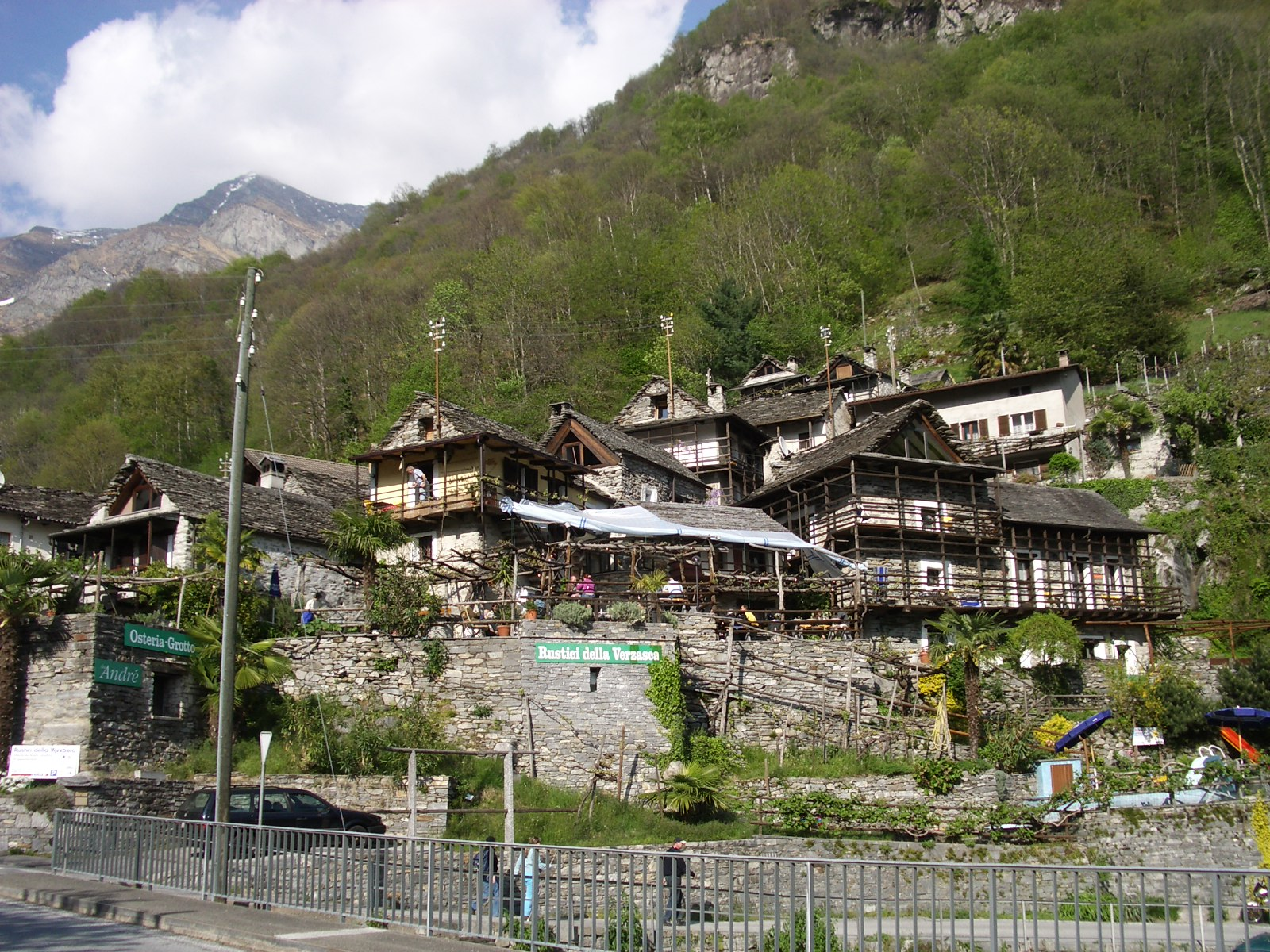
Reka-Feriensiedlung Rustici della Verzasca in Berzona/Vogorno

Die Schweizer Reisekasse (Reka) ist die bedeutendste Organisation für Sozialtourismus in der Schweiz. Die in der Rechtsform einer Genossenschaft organisierte Non-Profit-Organisation gilt als führende Vermieterin von Ferienwohnungen für Familien. Sie ist zweitgrösster Schweizer Anbieter von Ferienwohnungen, Resorts und Hotels im In- und Ausland.

## Gesellschaftliche Bedingungen
Seit der Mitte des 19. Jahrhunderts verbreitete sich das Bedürfnis nach Ferien als Ruhepause und notwendige Erholung von der Arbeit auch in der Schweizer Bevölkerung immer stärker. Die Bewegung für Ferien in der Natur war Teil der Reformbewegungen, die um die Jahrhundertwende im deutschen Sprachraum entstanden: Freikörperkultur, Jugendstil, Naturheilkunde, Reformpädagogik, Vegetarismus und Volkshochschulen. Für die arbeitende Bevölkerung waren Ferien jedoch zu teuer. 1895 war in Wien der Touristenverein Die Naturfreunde gegründet worden, um auch Arbeitern Ferien zu ermöglichen. Diese Idee führte im Jahr 1905 zur ersten schweizerischen Naturfreunde-Ortsgruppe in Zürich und verbreitete sich bald in der ganzen Schweiz. Der Migros-Gründer Gottlieb Duttweiler begann mit seinem 1935 gegründeten Reisebüro Hotelplan erschwingliche Ferienreisen für die breite Bevölkerung anzubieten und damit gleichzeitig dem schweizerischen Fremdenverkehr aus der Krise zu helfen. Sozialpolitische Forderungen verhalfen dann dem neuen Ferienverständnis Mitte des 20. Jahrhunderts zum Durchbruch.

## Gründung
Die Gewerkschaften gründeten am 22. Juni 1939 zusammen mit dem Fremdenverkehrsverband die Schweizer Reisekasse als nicht-gewinnorientierte Genossenschaft. Ihre Aufgabe sollte die Förderung des Sozialtourismus, die Ferienfinanzierung mittels sogenannten Reka-Checks, die Gründung und Entwicklung von eigenen Feriendörfern und die Vermittlung von günstigen Ferienwohnungen sein. Sie setzte sich zum Ziel, Schweizer Familien mit kleinem Einkommen und Alleinerziehende mit ihren Kindern günstige Ferien zu ermöglichen. Die Gewinne der Genossenschaft sollten für kostenlose oder vergünstigte Ferienhilfeprogramme eingesetzt werden.

## Tätigkeit und Ferienhilfe
Die Tätigkeiten der Genossenschaft sind in kommerzielle (Reka-Geld und Reka-Ferien) und soziale Bereiche aufgeteilt. Die soziale Tätigkeit umfasst verschiedene Ferienhilfeprogramme, die mit CHF 8 Millionen (Stand 2023) verbilligt werden:
- Mit 0.5 Millionen Franken wurden die Ferienhilfe-Angebote „Ferien für 200 Franken“ und "Begleitete Ferien für Alleinerziehende" vergünstigt. Mehr als 790 einkommensschwache oder alleinerziehende Familien konnten davon profitieren.
- 6.8 Millionen Franken zahlt Reka für die Verbilligung von Reka-Geld.
- 0.7 Millionen Franken fliessen in den Fonds für Familienferien, um die Ferienanlagen den Familien günstiger anbieten zu können.

Per 1. Januar 2020 wurden die Ferienhilfe und die 1989 gegründete Jubiläumsstiftung in die Reka Stiftung Ferienhilfe zusammengeführt. Die Stiftung ermöglicht wirtschaftlich und sozial benachteiligten Familien Ferien in der Schweiz. Gleichzeitig unterstützt die Stiftung Ferienlager für Kinder und Jugendliche mit Behinderungen. Im Jahr 2023 vergünstigte die Stiftung Ferien für 792 Familien mit 1'740 Kindern und Ferienlager für 270 Kinder und Jugendliche mit einer Beeinträchtigung.

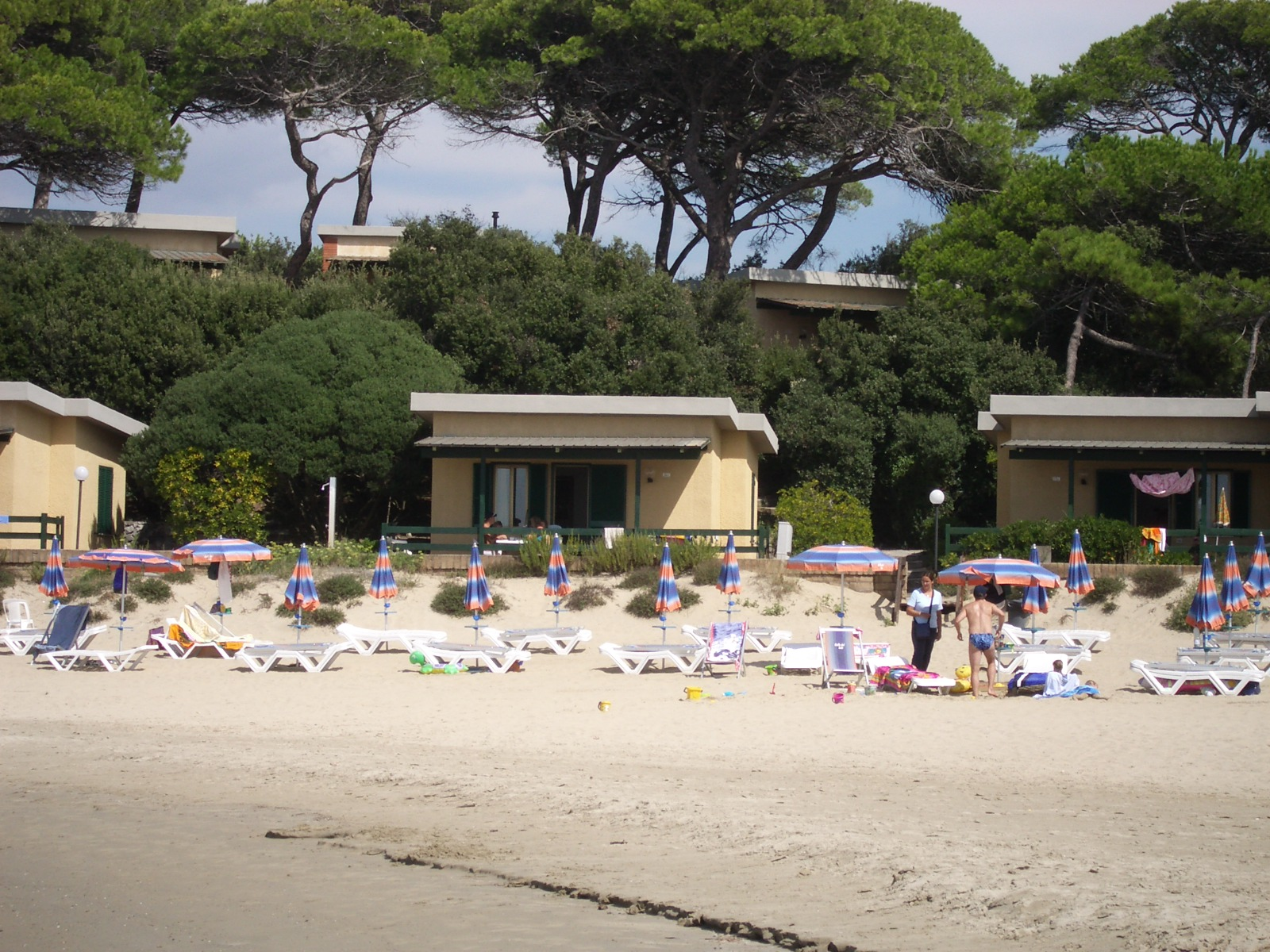
Golfo del Sole, Follonica

### Feriendörfer
Reka hat an folgenden Orten eigene Reka-Feriendörfer:
- Berner Oberland: Hasliberg ⊙, Lenk ⊙
- Graubünden: Bergün ⊙, Disentis ⊙
- Ostschweiz: Urnäsch ⊙, Wildhaus SG ⊙
- Tessin: Lugano–Viganello ⊙
- Wallis: Blatten-Belalp ⊙, Zinal ⊙
- Westschweiz: Montfaucon JU ⊙
- Zentralschweiz: Morschach ⊙, Sörenberg ⊙
- Toskana/Italien: Follonica ⊙

Im Jahr 2017 kaufte Reka das Parkhotel Brenscino in Brissago. Im Jahr 2019 übernahm Reka die Betriebsgesellschaft des Swiss Holiday Parks in Morschach. Das im Jahr 1964 zum ersten Mal eröffnete Feriendorf in Lugano, wurde ab 2020 neu erbaut und 2022 mit 49 Wohnungen und zwei Hotelzimmer wiedereröffnet.

### Ferienanlagen

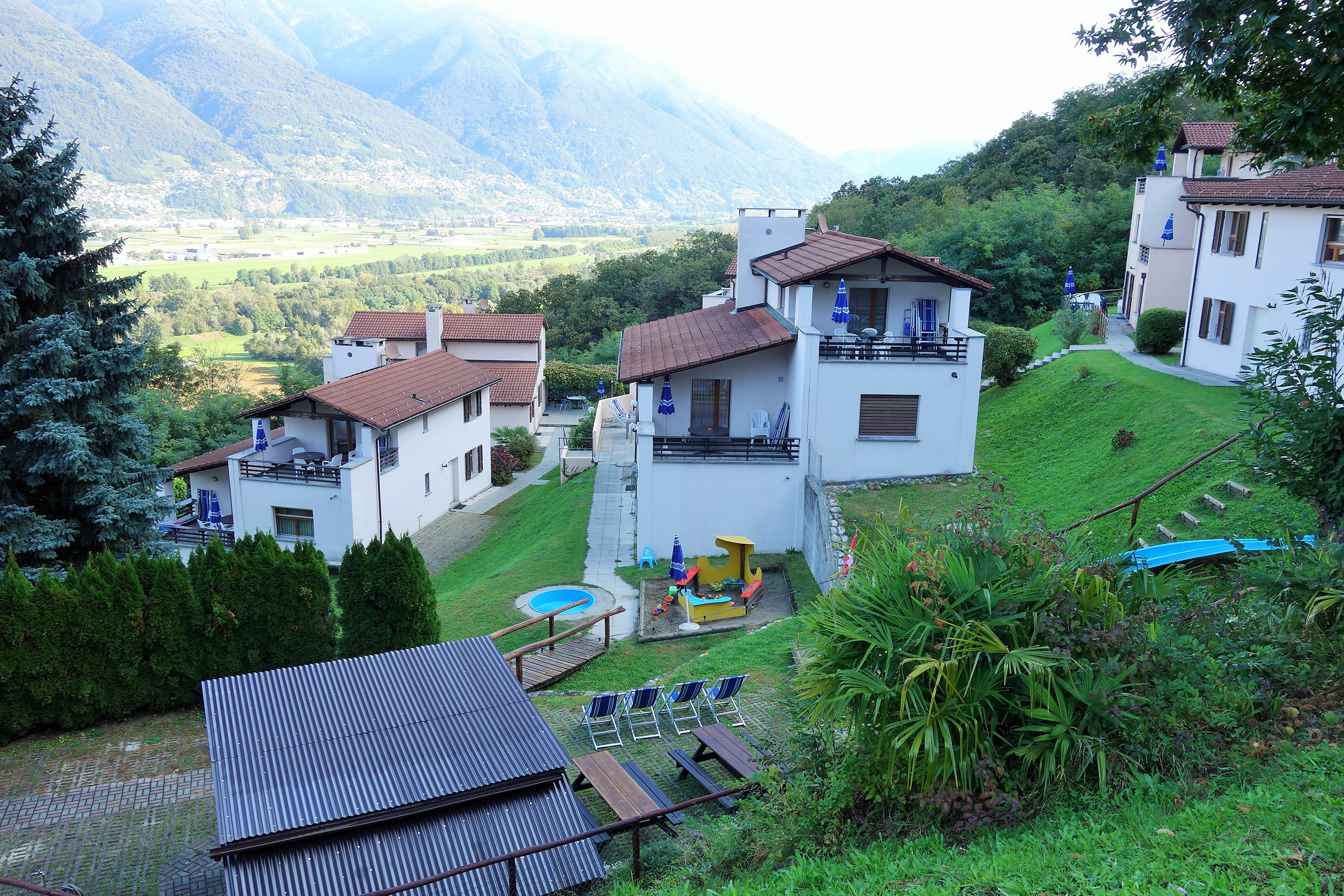
Reka-Ferienanlage Magadino

Reka hat an folgenden Orten Reka-Ferienanlagen:
- Chesa Engiadina Madulain ⊙
- Rougemont VD ⊙
- Scuol ⊙
- Brissago TI ⊙
- Magadino ⊙
- Gandria ⊙

## Finanzierung
Die soziale Tätigkeit wird mit den Gewinnen aus den kommerziellen Bereichen des Unternehmens (Reka-Geld und Reka-Ferien) sowie privaten Spenden finanziert. Die Reka-Genossenschafter – Arbeitgeber, Arbeitnehmerverbände, Tourismus, Verkehrswirtschaft und weitere Kreise – verzichten auf eine Gewinnausschüttung und auf eine Verzinsung des Genossenschaftskapitals. Die Gewinne der Nonprofit-Organisation werden für die Reka-Ferienhilfe und für die Subventionierung der Reka-Feriendörfer eingesetzt.
Kennzahlen, Stand 2023:
- Verkauf Reka-Geld: 489.1 Mio. Franken
- Reka-Ferien: Konsolidierter Betriebsertrag 76.6 Mio. Franken, Übernachtungen 955'720
- Nettoerlös: 117.5 Mio. Franken
- Bruttogewinn: 83.2 Mio. Franken
- Betriebsergebnis: -0.1 Mio. Franken
- Jahresgewinn:  0.5 Mio. Franken

## Publikationen
- Magazin Reka Saison (Herausgabe 2020 eingestellt)

## Volkswirtschaftliche Bedeutung
Die Parahotellerie, zu der die Schweizer Reisekasse gehört, gilt als wichtiges Standbein im Schweizer Tourismus. Die Reka-Feriendörfer bringen langjährigen und nachhaltig wirksamen touristischen Umsatz für die lokale und regionale Wirtschaft in den Schweizer Bergregionen. Mit den rund 1'200 Wohnungen erzielt die Reka jährlich mehr als 627'000 Logiernächte in der Schweiz.

## Reka-Geld
Die Schweizer Reisekasse bietet eigene Zahlungsmittel, das so genannte Reka-Geld an. Reka-Geld entspricht 1:1 dem Schweizer Franken, kann aber vergünstigt (3 % bis 20 %) bezogen werden, so dass der tatsächliche Nennwert des Guthabens höher ist als der ausgegebene Betrag für den Erwerb von Reka-Geld.
Derzeit gibt es folgende, von der Schweizer Reisekasse herausgegebene Zahlungsmittel:
- Reka-Pay (Reka-Checks, Reka-Card, digital)
- Reka-Rail (Reka-Rail-Checks, Reka-Card, digital)
- Reka-Lunch (Reka-Card)

Reka-Pay kann in Form von physischen Reka-Checks, als Reka-Card oder online bei Apps oder Webshops der Akzeptanzstellen ausgegeben werden. Reka-Rail gibt es physisch als Reka-Rail-Checks, als Reka-Card und digital. Mit Reka-Lunch kann mittels Reka-Card bezahlt werden. Die Zahlungsmittel sind zweckbestimmt und werden je nach Typ nur von gewissen Branchen und bestimmten Akzeptanzstellen angenommen: Reka-Pay im Bereich Reisen, Mobilität, Freizeit, Sport, Kultur, Beherbergung und Gastronomie, Reka-Rail im Bereich öffentlicher Verkehr und Reka-Lunch im Bereich Verpflegung. Die Akzeptanzstellen tragen eine Einlösekommission in Höhe von 2,5–3% . Beim Tanken kann bei Avia, BP und Coop mit Reka-Geld bezahlt werden. Die Stiftung für Konsumentenschutz stört sich daran, dass Reka nicht alle Tankstellenbetreiber mitmachen lässt.
Reka-Geld wird als fringe benefit vergünstigt von Unternehmen für ihre Mitarbeitenden zur Verfügung gestellt; Reka-Pay-Vergünstigungen bis CHF 600.– jährlich müssen im Lohnausweis nicht deklariert werden und sind somit für den Arbeitnehmer eine steuerbefreite Lohnnebenleistung; auch der Arbeitgeber muss keine Steuern oder Sozialabgaben auf diese Vergünstigung abführen – im Vergleich Bargeldprämien. Für die Mitarbeitendenverpflegung werden bis CHF 180.– pro Monat keine Steuern oder sonstige Abzüge erhoben.

## Auszeichnungen
- Family Score der Stiftung Pro Familia Schweiz: Familienfreundliches Unternehmen (Gütesiegel 2021–2023, Gütesiegel 2024–2026)
- GemeinwohlAtlas für die Schweiz: Am 23. September 2019 hat das Center for Leadership and Values in Society der Universität St. Gallen den dritten GemeinwohlAtlas für die Schweiz veröffentlicht. Der Atlas bringt den Gemeinwohlbeitrag von 106 Schweizer Organisationen in eine Rangliste. Reka belegt den 9. Platz (2015 und 2017 jeweils 7. Platz).
- Solarpreis 2015: Anlässlich der Solarpreisverleihung vom 29. September 2015 im Palexpo Genf hat die Solar Agentur Schweiz (SAS) das Reka-Feriendorf Blatten-Belalp mit dem namhaften „Schweizer Solarpreis“ ausgezeichnet.

Der Reka-Direktor der Jahre 1998 bis 2011, Werner Bernet, wurde im Jahr 2004 für sein Lebenswerk mit dem „Milestone“, der höchsten Auszeichnung im Schweizer Tourismus, geehrt. Die Auszeichnung galt auch als Anerkennung für das sozialtouristische Engagement der Reka.